# Euploea helia
Euploea helia är en fjärilsart som beskrevs av Hans Fruhstorfer 1904. Euploea helia ingår i släktet Euploea och familjen praktfjärilar. Inga underarter finns listade i Catalogue of Life.